# Simba
Simba is het hoofdpersonage uit de Walt Disney-animatiefilm De Leeuwenkoning uit 1994 en latere vervolgen hierop. Daarnaast heeft hij een bijrol in The Lion Guard en Timon & Pumbaa. Hij is de zoon van de leeuw Mufasa en de leeuwin Sarabi. In de tweede film heeft Simba een dochter (Kiara) en in The Lion Guard ook een zoon (Kion). 
Het woord simba is Swahili voor leeuw.

## Uiterlijk
Als welp had Simba een goudkleurige vacht met een gele kuif boven op zijn hoofd en rood-bruine ogen. Als volwassene heeft hij rood-bruine manen.

## Leven
In De Leeuwenkoning:
Aan het begin van de eerste film is Simba nog een welpje. De mandril Rafiki laat Simba zien aan alle dieren van het koninkrijk.
Later wordt Simba een levendige, speelse welp. Zijn vader Mufasa vertelt hem dat als hij sterft, Simba de koning zal worden van het hele koninkrijk. Ook vertelt Mufasa over het verboden gebied en dat Simba daar nooit mag komen. Daarna gaat Simba naar zijn oom Scar en vertelt hem dat hij later de koning zal worden. Scar wilde zelf koning worden en haat het dat Simba koning wordt. Scar vertelt 'per ongeluk' wat er zich in het verboden gebied bevindt: Een olifantenkerkhof. Simba belooft zijn oom dat hij er niet naartoe zal gaan.
Simba rent naar zijn vriendin Nala die gewassen wordt door haar moeder Sarafina. Tegenover Sarafina lag Sarabi, de moeder van Simba. Simba probeert Nala over te halen om mee te gaan naar een plek die Simba dan nog niet verteld. Sarabi vraagt waar ze naartoe willen gaan. Simba liegt tegen zijn moeder en zegt dat ze naar de waterpoel gaan. Simba en Nala mochten gaan, maar alleen als Zazu meegaat. Simba vertelt Nala dat ze naar een Olifantenkerkhof gaan en dat ze Zazu kwijt moeten raken. Zazu vertelt vervolgens dat Simba en Nala ooit met elkaar zullen trouwen, maar Simba en Nala zijn het daar helemaal niet mee eens. Simba en Nala proberen Zazu af te schudden terwijl ze het lied Wacht maar af totdat ik koning ben aan het zingen zijn.
Het lukt ze ook om Zazu kwijt te raken en Simba en Nala komen aan bij het Olifantenkerkhof.
Daar komen ze drie hyena's tegen: Shenzi, Banzai en Ed. De drie hyena's staan op het punt om ze op te willen eten, maar ze wisten nog te vluchten. Uiteindelijk kunnen ze geen kant op en op het moment dat de hyena's aan willen vallen, weet Mufasa ze te redden.
Mufasa, Simba, Nala en Zazu gaan terug naar de koningsrots en Mufasa geeft Zazu het bevel om Nala terug naar huis te brengen. Uiteindelijk zijn Mufasa en Simba alleen over.
Simba legt zijn vader uit dat het hem spijt en dat hij alleen probeerde net zo dapper te zijn als zijn vader. Ook zegt Simba dat Mufasa nergens bang voor is. Mufasa zegt echter dat hij wel bang is. Bang dat hij zijn zoon kwijt was. Al snel is Mufasa niet meer boos op Simba.
Op het Olifantenkerkhof krijgen de drie hyena's bezoek van Scar. Nu is duidelijk dat Scar de hyena's de opdracht had gegeven om Mufasa en Simba te doden. Terwijl hij het lied Sta paraat zingt, verzinnen Scar en de hyena's een nieuw plan om Mufasa en Simba te doden.
De volgende dag brengt Scar, Simba naar een kloof en zegt dat Mufasa een speciale verrassing heeft en dat Simba hier moet wachten. Scar zegt dat hij Mufasa zal halen en dat Simba ondertussen kan oefenen op zijn gebrul. Op een open grasveld staat een grote kudde gnoes; de drie hyena's krijgen van Scar een teken dat ze de gnoes de kloof in moeten jagen, de kloof waar Simba zich bevindt. Simba oefent zijn gebrul door een kameleon te verjagen. Opeens ziet Simba de gnoes de kloof in rennen. Simba rent voor zijn leven. Scar rent naar Mufasa en vertelt dat er een stormloop in de kloof is en dat Simba in de kloof is. Mufasa, Scar en Zazu rennen naar de kloof. Mufasa rent meteen de kloof in en red zijn zoon, maar valt door een paar gnoes op de grond. Mufasa springt en klimt via een steile wand naar boven. Simba klimt naar boven om zijn vader te helpen. Mufasa bereikt bijna de top waar Scar stond. Mufasa smeekt zijn broer om te helpen, maar Scar grijpt Mufasa's klauwen en zegt: 'Lang leven de koning'. Met die laatste woorden rukt Scar Mufasa's klauwen los van de wand. Mufasa valt naar beneden. Simba komt aan op de top en ziet zijn vader vallen. Wanneer de stormloop opgehouden is, ziet Simba zijn dode vader. Scar vertelt hem dat de dood van zijn vader zijn schuld is en dat Simba moet vluchten. Simba doet wat hem wordt opgedragen. Vlak daarna wordt hij achternagezeten door de drie hyena's die hem proberen te vermoorden. Simba weet te ontkomen en komt uiteindelijk terecht in de woestijn. Daar wordt hij gered door het stokstaartje Timon en zijn vriend het wrattenzwijn Pumbaa. Timon en Pumbaa nemen hem mee naar een jungle en leren hem het verleden te vergeten en ze leren hem Hakuna matata (geen zorgen). Simba leeft in de jungle een zorgeloos leven. Simba leert er beestjes eten. Simba wordt volwassen en Timon en Pumbaa worden aangevallen door een dan onbekende leeuwin. Simba vecht met de leeuwin en al snel ontdekt Simba dat de leeuwin Nala is.
Nala vertelt dat iedereen denkt dat hij dood is, dat Scar het koninkrijk heeft overgenomen en dat de hyena's het koninkrijk hebben verpest.
Nala zegt dat Simba terug moet gaan om koning te worden, maar Simba denkt nog steeds dat hij zijn vader heeft vermoord. Simba en Nala krijgen ruzie en daarna krijgt Simba bezoek van Rafiki. Die leert Simba dat hij niet moet vluchten voor zijn verleden. Ook komt hij oog in oog te staan met zijn vader, maar dan als geest. Daarna gaat Simba terug naar het koninkrijk.
Eenmaal aangekomen bij het koninkrijk, krijgt Simba hulp van Nala, Timon en Pumbaa.
Simba ziet Scar die met Sarabi aan het praten is over het feit dat er te weinig voeding is en hij geeft Sarabi en de leeuwinnen de schuld. Scar slaat Sarabi op de grond. Simba komt tevoorschijn. Sarabi en Scar zien Simba eerst aan voor Mufasa. Ook geeft Simba toe dat hij verantwoordelijk is voor de dood van zijn vader. Scar en de hyena's drijven Simba naar de rand van een klif. Simba valt van de rand maar weet zich nog vast te houden aan de rand met zijn voorklauwen. Scar zegt dat zijn vader er ook zo uitzag voor hij stierf. Scar denkt dat Simba doodgaat en fluistert in zijn oor: 'Ik heb Mufasa vermoord'. Simba valt zijn oom aan. Hij houdt zijn klauw tegen zijn keel aangedrukt en zegt dat hij iedereen de waarheid moet vertellen. Scar geeft uiteindelijk toe. Vervolgens ontstaat er een gevecht tussen de hyena's en de leeuwinnen. Simba achtervolgt Scar tot de top van de koningsrots. Scar zegt tegen Simba dat het de schuld is van de hyena's, dat zij de echte vijanden zijn en dat het allemaal hun idee was. Simba gelooft hem niet en het gevecht tussen Simba en Scar begint. Simba gooit uiteindelijk Scar van de koningsrots af. Scar wordt daarna omsingeld door de hyena's, die hem vermoorden. Simba wordt nu de nieuwe koning, zoals het hoort, en hij trouwt met Nala. Aan het einde van de film is te zien hoe Rafiki de welp van Simba en Nala presenteert.
In De Leeuwenkoning 2: Simba's trots:
In de tweede film is Simba opnieuw het hoofdpersonage, dit keer niet als zoon van de koning, maar als koning zelf. Na de eerste film en voor de tweede film zijn er leeuwen en leeuwinnen die nog steeds aan de kant van Scar staan. Deze zijn na de dood van Scar door Simba verbannen naar het verboden land. Simba en Nala kregen eerst een zoon die ze Kopa noemde. Raar genoeg komt deze niet voor in de Leeuwenkoning 2. Er is een kans dat die vermoord is door Zira, omdat hij een geheime relatie had met Vitani. Simba is erg bezorgd om Kiara omdat hij zelf ook al erg veel problemen heeft veroorzaakt vroeger.
Wanneer Kiara een welp is, verbiedt Simba haar om naar het verboden land te gaan. Nala zegt dat Kiara precies op Simba leek toen hij nog een welp was. Nala zegt tegen Simba dat Kiara zich wel redt, maar Simba stuurt toch Timon en Pumbaa op Kiara af om haar te beschermen.
Kiara weet Timon en Pumbaa te ontkomen en gaat naar het verboden land, daar maakt ze kennis met Kovu. De twee worden al snel vrienden. Maar Kovu blijkt de geadopteerde zoon van Zira te zijn. Zira en Simba komen tevoorschijn en nemen Kiara mee. Simba vertelt dat Kiara later de koningin zal worden, maar ze wil geen koningin worden. Simba vertelt Kiara: 'Wij zijn één'. Kiara snapt niet wat het betekent, maar Simba zegt dat Kiara dat later wel zal begrijpen.
In het verboden land zijn de twee kinderen van Scar te zien: Nuka en Vitani. Zira komt terug en neemt Kovu mee. Zira geeft Nuka de schuld omdat hij op Kovu moest letten. Kovu is vroeger door Scar uitgekozen om hem op te volgen als koning. Zira wordt ook boos op Kovu omdat hij omging met Simba's dochter, maar Zira krijgt hierdoor een plan om het koninkrijk over te nemen.
Rafiki is in gesprek met de geest van Mufasa. Rafiki vraagt zich af hoe de ruzie tussen de buitenstaanders en de leeuwen en leeuwinnen beëindigd kan worden. Mufasa heeft een plan: Kovu en Kiara te koppelen.
Jaren later zijn Kovu en Kiara tieners. Kovu is door Zira getraind met als doel: Simba doden om de troon over te nemen. Kiara gaat voor het eerst op jacht. Simba belooft haar dat ze de jacht in haar eentje mag doen. Toch stuurt hij Timon en Pumbaa op haar af om haar in de gaten te houden. Nuka en Vitani gaan naar het Olifantenkerkhof om twee stokjes in brand te steken. Met de brandende stokjes steken ze het gebied waar Kiara aan het jagen is in brand. Kiara weet nog maar net aan de vlammen te ontkomen. Uiteindelijk valt ze bewusteloos neer op de grond. Ze wordt gered door Kovu. Zazu ziet het en vertelt het aan Simba. Wanneer Kiara erachter komt dat ze gered is door Kovu, komt Simba tevoorschijn. Simba wil dat Kovu vertrekt, maar Kovu zegt dat hij de Buitenstaanders heeft verlaten en in het koninkrijk wil wonen. Simba vindt het goed, maar hij vertrouwt Kovu nog niet. Zira vertelt aan Nuka dat het hoorde bij het plan dat Kovu bij Simba ging wonen. Kovu zegt tegen Kiara dat ze een slechte jager is en Kiara zegt of Kovu haar wil leren jagen en Kovu vindt dat goed.
In de avond krijgt Simba een nachtmerrie van de stormloop, waarbij hij Mufasa zich vasthoudt tegen de wand. Simba probeerde Mufasa te pakken, maar werd tegengehouden door Scar. Mufasa viel naar beneden en het gezicht van Scar veranderde in dat van Kovu.
Simba ziet Kiara en Kovu en weet niet wat hij moet doen. Dan vertelt Nala hem dat hij Kovu moet leren kennen. Kovu moest Simba doden, maar wilde dat niet meer omdat hij verliefd is op Kiara. Simba wil met Kovu praten, terwijl ze lopen in een gebied dat is verwoest door vuur. Simba vertelt Kovu over hoe Scar aan zijn einde is gekomen.
In het verwoeste gebied worden ze aangevallen door de Buitenstaanders. Zira feliciteert Kovu en daardoor denkt Simba dat Kovu nog steeds aan de kant van de Buitenstaanders staat. Simba wordt in het gevecht in een kloof geduwd. Daar bevond zich een dam die bestond uit bomen. Kovu kon Simba aanvallen maar deed het niet. Simba klom de dam op en Nuka rende hem achterna. Simba wist echter te ontkomen en er vielen een paar bomen op Nuka, wat zijn dood betekende.
Simba kwam zwaargewond aan in het koninkrijk. Vlak daarna kwam Kovu ook het koninkrijk aan, maar werd verbannen door Simba.
Kovu ging weg en Kiara vluchtte ook weg en probeerde Kovu te vinden.
Simba kreeg later te horen van Timon en Pumbaa dat Kiara weg is en ook kreeg hij van Zazu te horen dat de Buitenstaanders naar het koninkrijk komen. Alle leeuwinnen, Simba en Timon en Pumbaa gingen naar een gebied dat zich vlak bij de dam bevond. Daar ontstond het gevecht met de Buitenstaanders. Zira en Simba kwamen tegenover elkaar te staan, maar nog voor ze aan konden vallen, sprongen Kovu en Kiara tussen beide in. Kiara herinnerde zijn vader eraan wat hij vroeger zei tegen haar: 'Wij zijn één'. Kiara wist nu wat het betekende. Hierdoor liepen alle Buitenstaanders, op Zira na, over naar de kant van Simba. Zira wilde Simba aanvallen, maar werd tegengehouden Kiara die voor Simba sprong. Zira en Kiara vielen vechtend in de kloof. Kiara wist nog op een plateau te staan, maar Zira hield zich vast aan een rots. De dam brak en de kloof stond nu onder water. Kiara stak haar poot uit om Zira te redden, maar Zira weigerde. Ze kon de rots niet meer vasthouden en viel in de waterstroom. Ze verdronk en was dood.
Kiara klom de kloof weer uit.
Simba, Nala, Kovu en Kiara liepen naar de rand van de koningsrots. Beneden zagen ze alle dieren van het koninkrijk.
In de Leeuwenkoning 3:
In deze film is Simba pas te zien als hij gered wordt door Timon en Pumbaa. Dan is ook te zien hoe Timon en Pumbaa ontvoedde. Timon bleek namelijk vaak bang te zijn voor Simba en raakte vaak gewond door Simba te redden van problemen.
In de Leeuwenwacht: de terugkeer van de brul en De Leeuwenwacht
In deze animatieserie heeft Simba naast zijn dochter Kiara een jongere zoon, Kion. Simba benoemt Kion tot leider van de nieuwe Lion Guard (Leeuwenwacht), een groep leeuwen die het trotse land moet beschermen. Hiervoor moet Kion vier andere leeuwen (de sterkste, dapperste, snelste en de scherpst ziende) van het trotse land verzamelen. Kion kiest hiervoor echter vier andere dieren. Simba is teleurgesteld wanneer hij het groepje ziet aangezien de Lion Guard altijd uit leeuwen bestond. Hij denkt dat hij zijn Lion Guard alleen maar gekozen heeft doordat het Kion's vrienden zijn. Net op dat moment wordt het trotse land aangevallen door hyena's. Kion en zijn vrienden slagen erin om de hyena's te verjagen en Simba's vertrouwen te winnen. In de serie is Simba een regelmatig terugkerend personage. In het tweede seizoen keert Scar als geest terug en wordt Simba met hem geconfronteerd. In 'Battle of the Pride Lands' wordt de Koningsrots in brand gestoken door de helpers van Scar, waardoor Simba en Nala, alsook de Leeuwenwacht opgesloten raken in de Koningsrots. Ze weten zich echter te bevrijden en Simba en Nala te redden. 

## Stamboom van Simba
|  |  |  |  |  |  |  |  |        |        |        |        |        |        |       |       | Ahadi  | Ahadi  | Ahadi  | Ahadi  | Ahadi  | Ahadi  |      |      | Uru  | Uru  | Uru  | Uru  | Uru  | Uru  |
|  |  |  |  |  |  |  |  |        |        |        |        |        |        |       |       | Ahadi  | Ahadi  | Ahadi  | Ahadi  | Ahadi  | Ahadi  |      |      | Uru  | Uru  | Uru  | Uru  | Uru  | Uru  |
|  |  |  |  |  |  |  |  |        |        |        |        |        |        |       |       |        |        |        |        |        |        |      |      |      |      |      |      |      |      |
|  |  |  |  |  |  |  |  |        |        |        |        |        |        |       |       |        |        |        |        |        |        |      |      |      |      |      |      |      |      |
|  |  |  |  |  |  |  |  | Sarabi | Sarabi | Sarabi | Sarabi | Sarabi | Sarabi |       |       | Mufasa | Mufasa | Mufasa | Mufasa | Mufasa | Mufasa |      |      | Scar | Scar | Scar | Scar | Scar | Scar |
|  |  |  |  |  |  |  |  | Sarabi | Sarabi | Sarabi | Sarabi | Sarabi | Sarabi |       |       | Mufasa | Mufasa | Mufasa | Mufasa | Mufasa | Mufasa |      |      | Scar | Scar | Scar | Scar | Scar | Scar |
|  |  |  |  |  |  |  |  |        |        |        |        |        |        |       |       |        |        |        |        |        |        |      |      |      |      |      |      |      |      |
|  |  |  |  |  |  |  |  |        |        |        |        | Simba  | Simba  | Simba | Simba | Simba  | Simba  |        |        | Nala   | Nala   | Nala | Nala | Nala | Nala |      |      |      |      |
|  |  |  |  |  |  |  |  |        |        |        |        | Simba  | Simba  | Simba | Simba | Simba  | Simba  |        |        | Nala   | Nala   | Nala | Nala | Nala | Nala |      |      |      |      |
|  |  |  |  |  |  |  |  |        |        |        |        |        |        |       |       |        |        |        |        |        |        |      |      |      |      |      |      |      |      |
|  |  |  |  |  |  |  |  |        |        |        |        |        |        |       |       |        |        |        |        |        |        |      |      |      |      |      |      |      |      |
|  |  |  |  |  |  |  |  |        |        |        |        | Kiara  | Kiara  | Kiara | Kiara | Kiara  | Kiara  |        |        | Kion   | Kion   | Kion | Kion | Kion | Kion |      |      |      |      |

## Stem
Jurrian van Dongen is de Nederlandse stem van de volwassen Simba in de eerste film, Piet Hein Snijders deed de stem van de Jonge Simba. Jon van Eerd volgde van Dongen op in de tweede film. Voor de liveactionremake van 2019 werd de volwassen Simba ingesproken door Jonathan Vroege en de jonge Simba door Tommie Thie.
Jonathan Taylor Thomas deed de Amerikaanse stem van Simba in de eerste film. Jason Weaver deed de zangstem. Evan Saucedo deed de Amerikaanse stem van Simba in het lied Nieuws van de dag voor de speciale Leeuwenkoning DVD-special. Matt Weinberg deed de jonge Simba in deel 1,5. JD McCray deed de jonge Simba in de film van 2019. Matthew Broderick is de stem van de volwassen stem van Simba in de eerste film. Frank Welker deed hierbij de dierengeluiden. Joseph Williams was overigens ook nog de originele zangstem. Cam Clarke deed de stem van de Simba volwassen voor de televisie series, videospellen, themaparken en de zangstem in De Leeuwenkoning 2. Rob Lowe doet de stem van Simba in De Leeuwenwacht.
Donald Glover vertolkte de stem van Simba in de liveactionremake uit 2019. Glover verzorgde tevens de stem in de vervolgfilm Mufasa: The Lion King uit 2024.